# Địa lý Turkmenistan

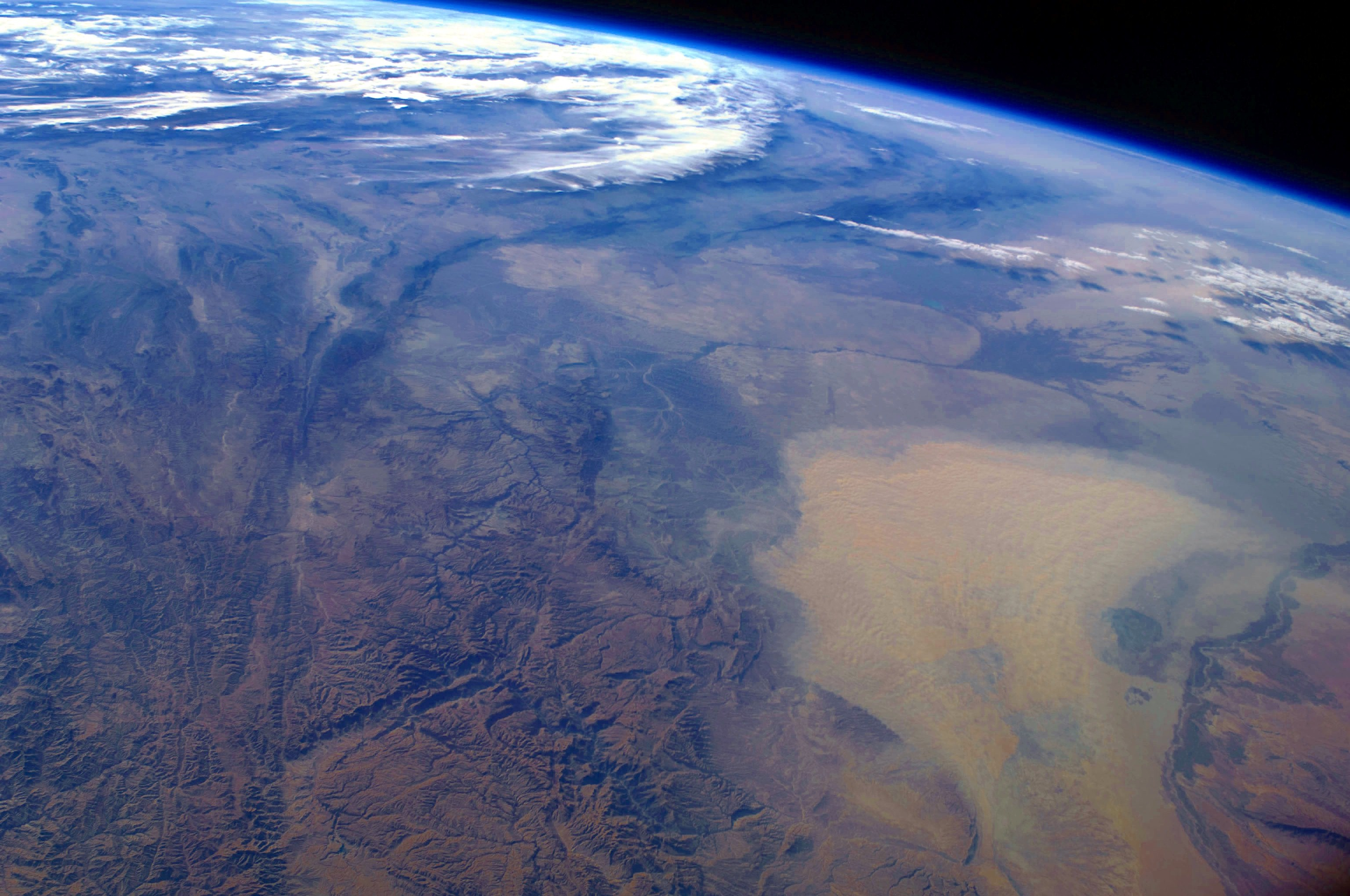
Bão cát trên Turkmenistan

Turkmenistan là một quốc gia không giáp biển ở Trung Á, giáp biển Caspi ở phía tây, Iran và Afghanistan về phía nam, Uzbekistan ở phía đông và Kazakhstan ở phía tây bắc.

Nước này có biên giới dài nhất với Biển Caspi (1.786 km). Các biên giới khác là với Iran (về phía nam, 992 km), Afghanistan (về phía nam, 744 km), Uzbekistan (phía bắc và phía đông, 1.621 km) và Kazakhstan (ở phía bắc, 379 km). Phạm vi lớn nhất của nước này từ tây sang đông là 1100 km và khoảng cách lớn nhất từ bắc xuống nam là 650 km.

## Đặc tính

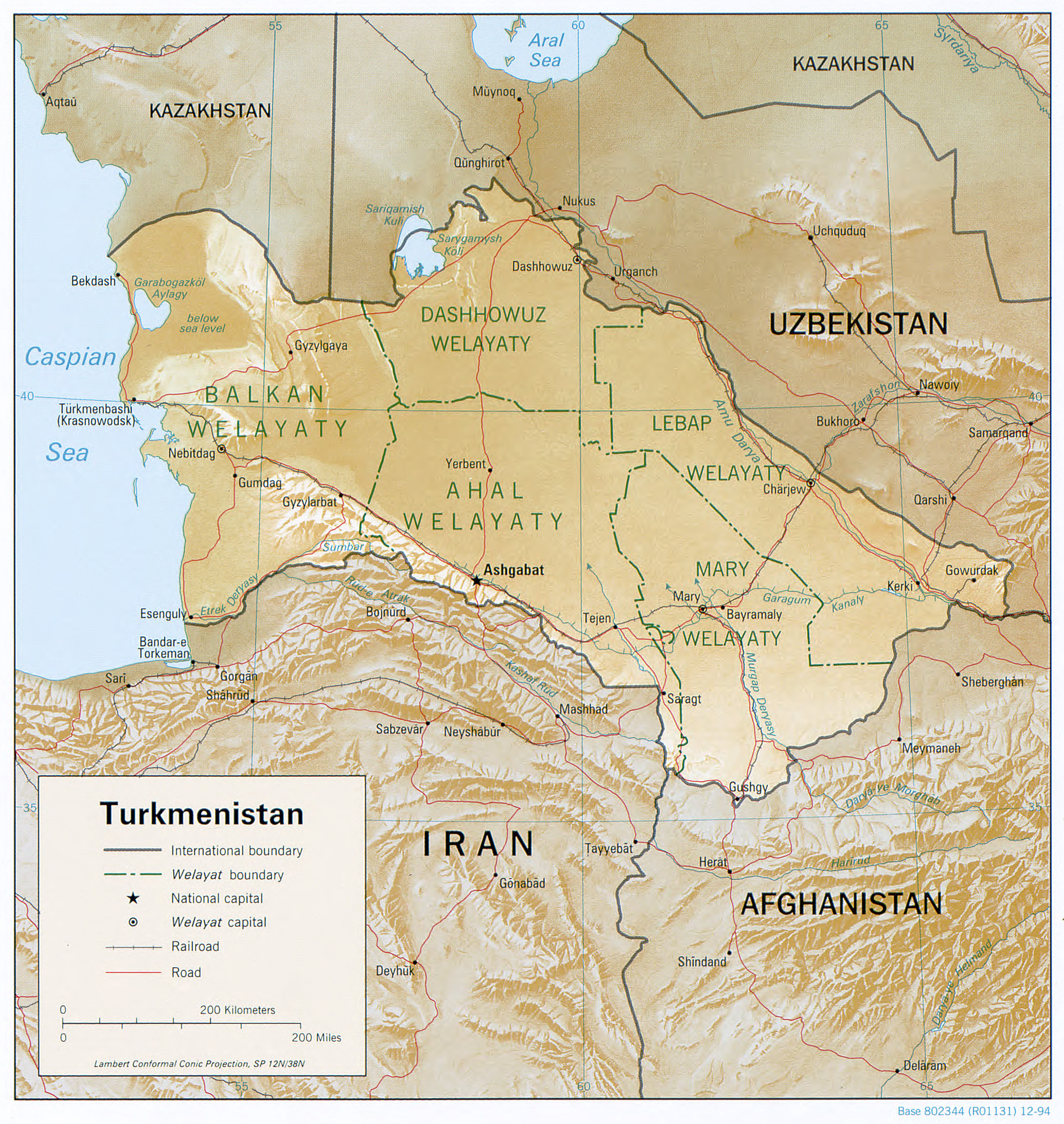
Bản đồ chi tiết Turkmenistan

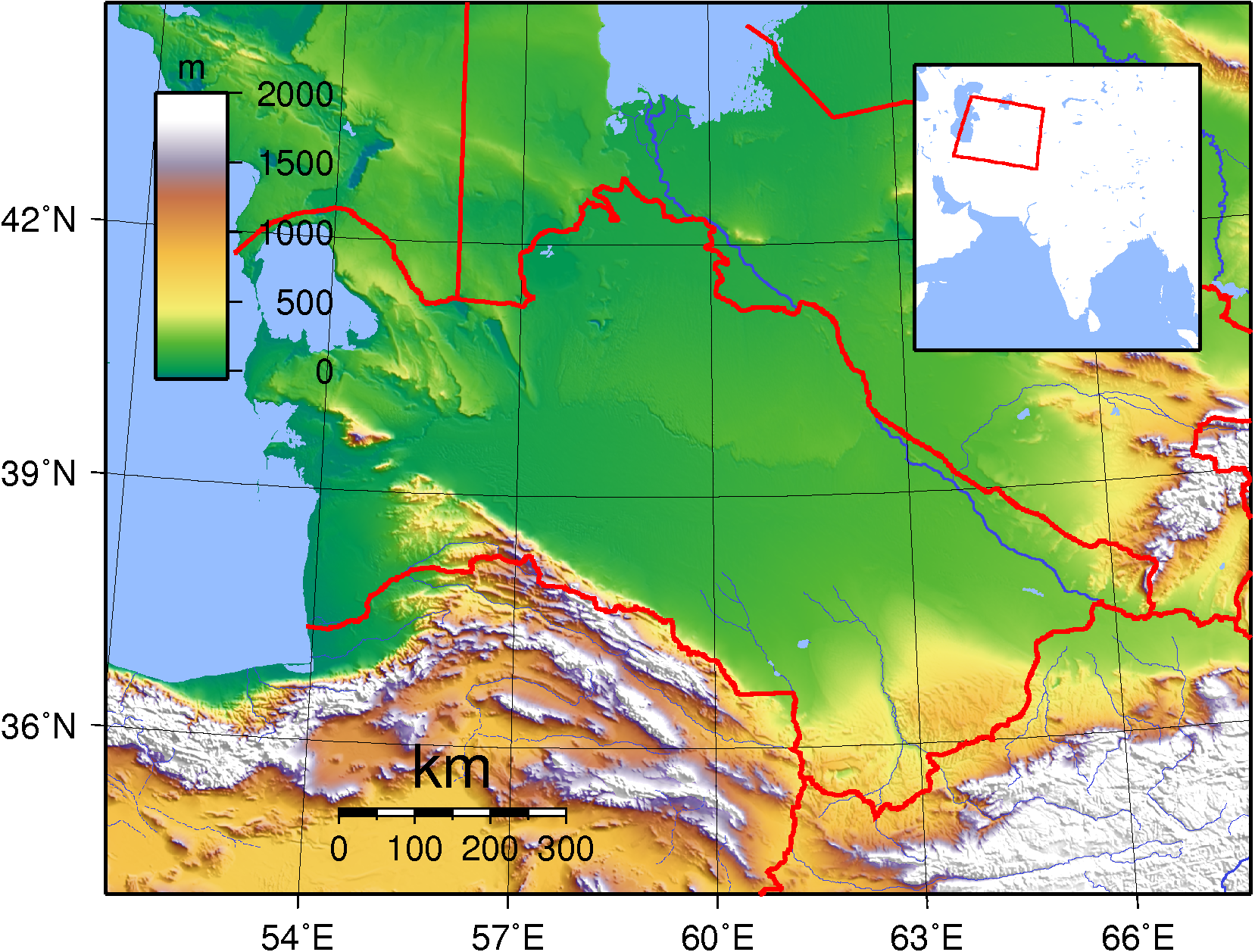
Địa hình Turkmenistan

Địa hình: sa mạc cát bằng phẳng với các đụn cát rải khắp núi phía nam; những ngọn núi thấp dọc theo biên giới với Iran, biên giới biển Caspian ở phía tây. Sự hạ thấp của Karakum có thể được tìm thấy.
Turkmenistan có độ cao trung bình là 100 m - 220 m trên mực nước biển. Núi Arlan tăng độ cao trên mực nước biển trong dãy Great Balkhan ở tây Turkmenistan (tỉnh Balkan). Gần 80% diện tích nước này nằm trong vùng đất thấp Turan, từ nam sang bắc và từ đông sang tây.
Các ngọn núi của Turkmenistan bao gồm 600 km về phía bắc của dãy Kopet Dag, giáp với Iran. Dãy Kopet Dag là một vùng có đặc điểm chân, sườn núi hanh khô và nhiều cát, cao nguyên và dốc khe núi; núi Şahşah (2.912 m), còn được gọi là núi Rizeh, phía tây nam của Ashgabat là độ cao nhất của dãy Kopet Dag ở Turkmenistan. Kopet Dag đang trải qua quá trình chuyển đổi kiến tạo, có nghĩa là khu vực này đang bị đe dọa bởi động đất như một trong đó đã bị phá hủy ở Turkmenistan vào năm 1948. Cao nguyên Krasnovodsk và Üstýurt là đặc điểm địa hình nổi bật của tây bắc Turkmenistan.
Đặc điểm nổi bật của phong cảnh nước này là sa mạc Garagum (còn gọi là Karakum), chiếm khoảng 350.000 km². Gió biến đổi tạo ra các núi sa mạc có chiều cao từ 2 m - 20 m và có thể dài vài km. Các đầm muối lớn được hình thành bởi mao dẫn trong đất, tồn tại qua nhiều chỗ trũng, bao gồm cả Garaşor, chiếm diện tích 1.500 m² ở phía tây bắc. Sa mạc Sandykly phía tây sông Amu Darya là cực nam của sa mạc Qizilqum, phần lớn đều nằm trong Uzbekistan về phía đông bắc.

## Khí hậu

Bản đồ khí hậu Köppen của Turkmenistan

Turkmenistan có khí hậu sa mạc lạnh, khí hậu lục địa. Mùa hè dài (từ tháng 5 - tháng 9), nóng và khô, trong khi mùa đông thường dịu và khô, mặc dù đôi khi lạnh và ẩm ướt ở phía bắc. Hầu hết mưa rơi vào giữa tháng 1 và tháng 5; mưa nhẹ trên khắp đất nước, với trung bình hằng năm từ 300 milimét (11,8 in) ở Kopet Dag đến 80 milimét (3,15 in) ở phía tây bắc. Thủ đô Ashgabat gần biên giới Iran ở miền nam trung Turkmenistan có lượng mưa trung bình hàng năm 225 milimét (8,9 in). Nhiệt độ trung bình dao động từ 17,1 °C (62,8 °F) ở Ashgabat đến 12,8 °C (55,0 °F) ở Daşoguz. Ở biên giới Uzbekistan ở phía bắc-trung Turkmenistan, những cơ gió thường xuyên ở phía bắc, đông bắc hay hướng tây.

## Điều kiện thủy văn
Gần 80% lãnh thổ Turkmenistan thiếu nguồn nước mặt liên tục. Các con sông chính chỉ nằm ở các vùng ngoại vi phía nam và phía đông, một số con sông nhỏ hơn ở phía bắc của dốc Kopetdag được chuyển hướng hoàn toàn vào thủy lợi. Con sông quan trọng nhất là Amu Darya, có tổng chiều dài 2.540 km từ chi lưu xa nhất của nó, làm cho nó thành co sông dài nhất vùng Trung Á. Sông Amu Darya chảy qua phía đông bắc Turkmenistan, từ đó từ hướng đông sang phía nam của Uzbekistan và Tajikistan. Việc sử dụng đầm và tưới tiêu của sông Amu Darya đã gây ảnh hưởng nghiêm trọng môi trường đối với biển Aral, nơi cuối dòng chảy. Lưu lượng trung bình hằng năm của con sông là 1.940 mét khối / giây. Các sông chính khác là Hari Rud (1.124 km) Murgab (852 km) và Atrek (660 km).

## Tài nguyên
Tài nguyên thiên nhiên: dầu mỏ, khí đốt tự nhiên, lưu huỳnh, muối
Sử dụng đất:
đất canh tác: 3,89%
vĩnh viễn cây:0,12%
khác: 95,98% (2011)
Đất được tưới tiêu: 19.910 2 (2006)
Tổng tái tạo nước tài: 24,77 km² (2011)